# Günther Christoph Schelhammer
Günther Christoph Schelhammer (auch Schellhammer) (* 13. März 1649 in Jena; † 11. Februar 1716 in Kiel) war ein Mediziner und Professor.

## Familie
Schelhammer war der Sohn des Arztes Christoph Schelhammer (1620–1651), der Professor der Anatomie und Chirurgie sowie Rektor an der Universität Jena war. Er starb als Sein Sohn gerade zwei Jahre alt war.
1679 heiratete er Maria Sophia Conring, eine Tochter des Medizinprofessors Hermann Conring, der als entschiedener Gegner von Paracelsus galt. Schellhammers einzige Tochter Henrica Maria, geboren 1684 in Helmstedt; gestorben am 28. Mai 1720 in Rostock; war verheiratet mit Christoph Martin Burchard (1680–1742). Das Paar hatte keine Kinder.

## Ausbildung und Wirken
Schelhammer nahm ein Medizinstudium in Jena auf, wechselte 1666 nach Leipzig und schließlich nach Leiden, wo er die Belagerung der Stadt durch die Franzosen miterlebte. Anschließend unternahm er eine längere Bildungsreise durch Holland, England, Frankreich und Italien. Nach seiner Rückkehr 1677 promovierte er in Medizin und nahm 1679 den Ruf auf eine Professur für Botanik in Helmstedt an. 1689 wechselte Schellhammer auf eine Professur für Anatomie, Chirurgie und Botanik nach Jena und ging 1695 als ordentlicher Professor für Medizin nach Kiel. Er war Leibarzt der Herzöge von Gottorf.
Nach dem Tod seines Auftraggebers von Gottorf wurde er, wohl auf Reputation seiner Frau und Schwägerin, wieder nach Kiel berufen. Hier jedoch lebte er im Zwist mit Baron von Görtz, der sich darin äußerte, dass er nur unzureichend oder gar nicht bezahlt wurde. In seinem Briefwechsel mit Leibniz führte er Klage, dass er fast am Bettelstab gelandet sei. Schelhammer wurde damit eines der berühmtesten Opfer der Reformen seines ehemaligen Dienstherren des Herzogs von Gottorf.
Schelhammer war Mitglied der Academia Naturae Curiosorum und der Academia Recuperatiorum in Padua. Als einer der ersten teilte er Krankheiten nach dem unterschiedlichen Alter der Menschen ein (De morbis aetatum, Jena 1694). Er gilt als Anhänger von Franciscus de le Boë Sylvius und der von Paracelsus in Grundzügen entwickelten Iatrochemie, die auch sein Ziehvater und Onkel Werner Rolfinck, Professor für Iatrochemie an der Universität Jena, intensiv verfocht. Er stand in intensivem Briefwechsel mit Gottfried Wilhelm Leibniz, der sich von Schellhammer eine Erneuerungsbewegung in der Medizin versprach.

## Schriften
Schelhammers Schriftwerk umfasst botanische, chemische und physikalische Themengebiete sowie zahlreiche medizinische Dissertationen. Sein Hauptwerk „Ars medendi vindicata“ (Kiel 1704) wurde erst nach seinem Tod 1747 herausgegeben. Unter den medizinischen Schriften findet sich auch eine Dissertation seines Schwiegersohnes Christoph Martin Burchard, die sich mit dem Magiethema beschäftigte.
Schelhammer nutzte seine Sprachkenntnisse auch für literarische Übersetzungen. Sein bedeutendstes Werk in dieser Hinsicht ist der „Große Alexander“. Diese Übersetzung wird fälschlich in der Literatur seiner Frau Maria zugeschrieben.